# Contre la peine de mort
 (février 2023).
Si vous disposez d'ouvrages ou d'articles de référence ou si vous connaissez des sites web de qualité traitant du thème abordé ici, merci de compléter l'article en donnant les références utiles à sa vérifiabilité et en les liant à la section « Notes et références ».
Contre la peine de mort est un livre de Robert Badinter paru en 2006 et rassemblant divers écrits et documents relatifs à la peine de mort en France, son abolition et son utilisation dans le monde. 
On y trouvera ainsi une rétrospective d'articles parus dans des journaux français, mais aussi par exemple le discours pour l'abolition devant l'Assemblée nationale, le 17 septembre 1981. L'emploi de la peine capitale aux États-Unis est un sujet également évoqué.
C'est le troisième livre de Robert Badinter relatif à la peine capitale, après L'Exécution et L'Abolition.

## Éditions
- Robert Badinter, Contre la peine de mort : Écrits 1970-2006, Fayard, Paris, 2006, 319 p.  (ISBN 2-213-63052-6)
- Robert Badinter, Contre la peine de mort : Écrits 1970-2006, Le Livre de poche (no 30928), Paris, 2008, 313 p.  (ISBN 978-2-253-12259-3)